# アシアナ航空733便墜落事故
アシアナ航空733便墜落事故（アシアナこうくう733びんついらくじこ）は、1993年7月26日にアシアナ航空のボーイング737-500型機が木浦空港への着陸進入中に墜落した航空事故である。
この事故はボーイング737-500が起こした最初の全損事故であり、また2002年に中国国際航空129便墜落事故が発生するまでは、死亡者数において韓国史上最悪の航空事故であった。

## 経過
事故当日の14時37分、アシアナ航空733便（ボーイング737-500、機体番号: HL7229）は金浦国際空港を出発、木浦空港に向かった。アシアナ航空の金浦-木浦線は、木浦空港の拡張工事完了を機に、前年の1992年から運航が開始された路線であった。またこの日に733便に使用されていたボーイング737-500は、1990年6月にデンマークのマースク航空が導入し機体番号 OY-MABとして使用された後、1992年11月からアシアナ航空が使用していた。
当初733便は順調に飛行していたが、目的地の木浦は暴風雨に見舞われており、空港附近は視界が悪かった。733便は木浦空港への着陸を試みたが2回失敗し、3回目の着陸を試みている最中の15時41分に管制塔との交信が途絶し、レーダーから機影が消えた。このとき733便は空港南西の海南郡花源面馬山里の雲居山山中に墜落していた。墜落の衝撃で機体は大きく3つに裂けたが、火災は発生しなかった。火災が発生しなかったのは、機体が翼部分から先に山林に衝突したため衝撃が弱められたうえに、雨で地面が濡れていたことが幸いしたと考えられている。
墜落は事故機の乗客が山を降りて近くの集落に通報したことで発覚し、近隣住民や警察、軍などが山に入り、救助活動が始まった。事故現場が山中であり、道路状況が悪かったことから日没後に発見された生存者はヘリで病院に運ばれた。生存者はほとんどが後部座席の乗客であった。
当初、乗客名簿から733便には乗客100人・乗員6人の計106人が乗っていたと考えられていたが、乗客名簿に掲載されていない乳幼児がいることが判明した。翌27日朝の発表では乗客104人・乗員6人の計110人に修正されたうえで、このうち44人が生存、66人が死亡と伝えられた。同日昼の発表では、さらに乳児の遺体が2体発見されたとして、乗客106人・乗員6人の計112人、うち68人が死亡と修正された。しかし1993年9月に発表された交通部による事故調査結果が乗客104人・乗員6人、66人が死亡という数値を示しているほか、さまざまな資料において異なる数値が記録されている。

## 原因
733便は3回目の着陸試行時、木浦空港から4マイル（約6.4km）地点に達するまでに高度762フィート（約232.2m）にまで降下していた。4マイル地点における規定の高度は1600フィート（約487.7m）であり、733便の飛行高度はこれを下回っていた。事故発生当初、この降下が機体の問題によるものか、急激な天候の変化によるものか、人為的な要因によるものかが議論となっていたが、後の調査で機体には問題がなかったことが確認され、操縦士のミスであることが確定している。
大韓民国空軍が管制を実施している光州接近管制所は、視程が基準以下であることを認識していたが、着陸進入は許可した。これは当時の空軍の規程に反してはいないが、積極的に他空港への目的地変更を指示しなかった点は問題があった、と交通部は指摘している。

## 影響
アシアナ航空は事故以降、乗客の家族輸送を除いて同路線の運航を停止した。事故が操縦士の過失であることが判明したのち、交通部はアシアナ航空に3カ月の路線免許停止処分を下し、運航が再開されたのは翌年の1994年1月16日であった。アシアナ航空の他の路線は運航が継続されたが、前年同期に比べて乗客が減少した。
木浦空港は滑走路の短さなどの悪条件が指摘され、1997年には滑走路を延長するなどの改良工事を行ったものの抜本的解決にはならず、2007年の務安国際空港開港とともに民間便は移転し、木浦空港は軍用飛行場となった。
1993年の韓国ではこの事故のほか、3月に京釜線亀浦駅でムグンファ号が脱線・転覆（亀浦駅列車転覆事故）、10月には黄海でフェリーが沈没する（西海フェリー沈没事故）など交通機関の事故が相次ぎ、10月の事故後には交通部長官が更迭された。